# Restauration du système (Windows)
Pour les articles homonymes, voir Restauration.
 Restauration du système (en anglais, System Restore) est un composant du système d'exploitation Windows de Microsoft.
Il s'agit d'un logiciel qui permet de ramener l'ordinateur dans un état antérieur à un événement ayant eu des conséquences négatives.
Ce programme a été introduit avec Windows ME, puis il a été inclus dans toutes les versions de bureau de Windows subséquentes, à l'exception de Windows Server.
Dans Windows 7, le programme se trouve dans le dossier Accessoires. Pour le démarrer, il faut cliquer successivement sur le bouton démarrer, Tous les programmes, Accessoires, Outils système et Restauration du système.

## Fonctionnalités
L'utilisateur peut :
- créer un point de restauration, c'est-à-dire faire une copie des informations qui seront nécessaires pour restaurer l'ordinateur dans son état actuel au besoin ;
- restaurer le système, c'est-à-dire ramener l'ordinateur dans l'état où il était au moment où un point de restauration a été créé ;
- annuler une restauration, c'est-à-dire ramener l'ordinateur dans l'état où il était avant la restauration ;
- changer les paramètres du programme de restauration du système (par exemple, la quantité d'espace du disque dur allouée à la conservation des points de restauration.

## Points de restauration
Un point de restauration est une copie de toutes les informations qui sont nécessaires pour ramener l'ordinateur dans un état antérieur.
Un point de restauration est créé :
- lorsqu'un programme est installé avec Windows Installer ou un autre programme d'installation qui fait appel au programme de restauration du système[2] ;
- lorsque Windows Update installe une mise à jour ;
- lorsqu'un utilisateur installe un pilote qui n'est pas signé numériquement par le Windows Hardware Quality Labs (WHQL) ;
- sur Windows XP et Vista, toutes les 24 heures lorsque l'ordinateur est en marche ou au démarrage de l'ordinateur si un point de restauration n'a pas été créé au cours des dernières 24 heures[2] ; l'intervalle entre deux points de restauration peut être configuré dans le registre Windows ou en utilisant les outils de déploiement de Windows XP; un tel point de restauration s'appelle un point de reprise du système (system checkpoint) ; le programme restauration du système utilise le planificateur de tâches pour faire les points de restauration ; sur Windows 7, les points de restauration sont créés une fois par semaine, par contre, un script peut être utilisé pour les créer plus fréquemment ;
- lorsque l'utilisateur le demande à l'aide du programme restauration du système.

## Gestion de la mémoire
Les informations enregistrées lors d'un point de restauration sont inscrites sur le disque dur dans un espace réservé à cet effet. Les informations enregistrées lors d'un point de restauration prennent peu d'espace sur le disque dur. Pour la plupart des utilisateurs, l'espace alloué par défaut aux points de restaurations est suffisant pour enregistrer les points de restauration créés par le système durant plusieurs semaines. Lorsque l'espace devient insuffisant pour enregistrer un nouveau point de restauration, le programme restauration du système supprime le point de restauration le plus ancien pour libérer de la place pour le nouveau point de restauration.

## Source
- (en) Cet article est partiellement ou en totalité issu de l’article de Wikipédia en anglais intitulé « System Restore » (voir la liste des auteurs).